# غزو الفايكنغ لإشبيلية
غزو الفايكينغ لإشبيلية هي حادثة وقعت عام 844 م حيث غزا الفايكنيغ عدة مدن على الساحل الأندلسي، ثم مروا من خلال النهر الكبير ليصلوا بالقرب من إشبيلية في 25 سبتمبر ويدخلوها في الأول أو الثالث من أكتوبر حيث نهبوها وما حولها من المناطق. كانت المدينة وقتها ضمن إمارة قرطبة الأموية. جهّز الأمير عبد الرحمن الأوسط جيشا كبيرا أمّر عليه عيسى بن شهيد الحاجب. استطاع جيش المسلمين، أن يهزم الفايكنغ في الحادي عشر أو السابع عشر من نوفمبر وأن يسترد المدينة منهم وفرّ من نجى من الفايكنغ من الأندلس.
بعد الغزوة، عزّز المسلمون قواتهم وبنوا المزيد من السفن والمعدات لحماية السواحل. أدّى الردّ العسكري السريع على الحملة وما تلاها من تحصينات من ردع الفايكنغ من محاولة غزو الأندلس مرة أخرى. وقد قارن المؤرخون، مثل هيو كيندي ونيل برايس، بين ردّ المسلمين السريع لغزوة 844 والتنظيمات الدفاعية التي تلت ذلك وبين ردّ الكارولنجيون والأنجلوسكسنيون الضعيف لهجمات الفايكنغ.

## خلفية الغزوة

خريطة لأوروبا تظهر النشاط العسكري خلال عهد الفايكنيغ، حيث المناطق الخضراء كانت عرضة لغزواتهم.

كانت مرحلة الغزو مرحلة مضطربة في الأندلس. فبعدما أخذ العباسيون الخلافة من الأمويين، أعلن مسلمو الأندلسِ الأندلسَ إمارة مستقلة عاصمتها قرطبة في عام 756 م، حيث قدم إليها أفواجا من المهاجرين الفارين من الاضطرابات في الشرق. كانت الإمارة في تلك الفترة على سلام هشّ مع مسيحي إيبريا والفرنجة في الشمال، يتخلله الكثير من المناوشات والحملات على المناطق الحدودية. غزوة الفايكنيغ كانت أوّل غارة كبيرة على شبه الجزيرة يسجلها التاريخ. ولعله قد سبقها غارة لهم على دولة الباسك في بدايات القرن التاسع.

## قبيل الغزو

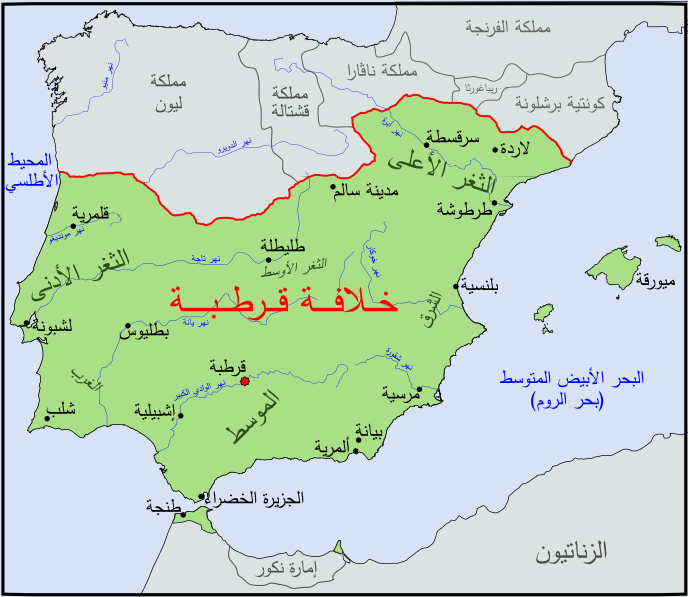
إمارة قرطبة عام 929 (بعد 85 عاما من الغزوة).

أبحر أسطول الفايكنغ المكون من حلفاء الزعيم هاستين والملك يان أيونسايد من قاعدتهم في جزيرة نورمتيه عند مصب نهر لوار في الفرنجة. وقبل وصله لإشبيلية، شوهد الأسطول بالقرب من شاطئ فرنسا والأنهار الفرنسية (السين ولوار والغارون)، كما نهبوا مملكة أوستورياس والتي كانت تحت حكم الملك المسيحي راميرو الأول. أصيب الأسطول بخسائر كبيرة في لا كورونيا وهزمهم الملك راميرو عن برج هرقل.
أبحر الأسطول بعدها جنوبا ينهبون مدنا على الساحل الأطلسي مروا بها، واحتلوا مدينة لشبونة في ذي الحجة من عام 229 هـ (شهر أغسطس أو سبتمبر من عام 844 م) وبقوا فيها 13 عشر يوما، حدث خلالها بعض المناوشات مع المسلمين. كتب وهب الله بن حزم، عامل المدينة، إلى الأمير عبد الرحمن الأوسط، أمير الأندلس آنذاك، يخبره بالأمر. وقد أورد ابن عذاري المراكشي في كتابه (والذي كتابة حوالي عام 1299 م بناء على ما جمعه من ما سبقه به المؤرخون المسلمون):
وفيها [أي في سنة 229 هـ]، ورد كتاب وهب الله بن حزم عامل الأشبونة، يذكر أنه حل بالساحل قبله أربعة وخمسون مركبا من مراكب المجوس، معها أربعة وخمسون قاربا؛ فكتب إليه الأمير عبد الرحمن وإلى عمال السواحل بالتحنظ.
أبحر الأسطول بعد ذلك ليغزو مدن قادس وشذونة والجزيرة الخضراء (ولعلهم عزوا كذلك مدينة أصيلة في شمال المغرب اليوم).

## الغزو والتخليص
في 25 سبتمبر وصل الفايكنغ بالقرب من أشبيلية مبحرين في نهر الوادي الكبير، وأقاموا قاعدة لهم في جزيرة إسلا مينر. انطلقت قوة من المسلمين في 29 سبتمبر لمواجهة الفايكنغ، لكنهم هزموا. وبعد ذلك بأيام قليلة، أغاروا على إشبيلية بعد حصار قصير وقتال عنيف. يروي ابن عذاري عن ذلك فيقول:
فخرج المجوس في نحو ثمانين مركبا، كأنما ملأت البحر طيرا جونا؛ كما ملأت القلوب شجوا وشجونا. فحلوا بأشبونة؛ ثم أقبلوا إلى قادس، إلى شذونة؛ ثم قدموا على إشبيلية؛ فاحتلوها احتلالا، ونازلوها نزالا، إلى أن دخلوها قسرا، واستأصلوا أهلها قتلا وأسرا. فبقوا فيها سبعة أيام، يسقون أهلها كأس الحمام. 

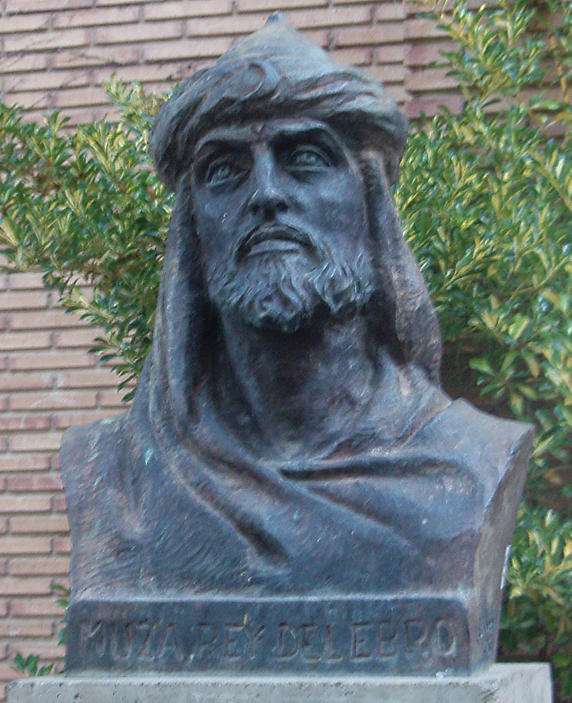
موسى بن موسى, أحد قادة الجيش الذي حارب الفايكنغ.

لما وصل خبر سقوط إشبيلية على يد الفايكنغ إلى الأمير عبد الرحمن، والذي كان قد خرج في جيشه، أرسل قوة بقيادة عيسى بن شهيد الحاجب. كما أرسل الأمير عبد الرحمن إلى عمّال المناطق المجاورة يستنفرهم لنصرة عيسى بن شهيد. فاجتمعت القوات في قرطبة وسارت حتى عسكروا في تلة بالقرب من إشبيلية. وانضمّت إلى الجيش قوة من بني قسي بقيادة موسى بن موسى قادمة من الثغر الأعلى (بالرغم من العداء الذي كان بين موسى والأمير عبد الرحمن)، وقد لعبت هذه القوة دورا حاسما في القتال.
اقتتل المسلمون والفايكنغ لبضعة أيام بين كرّ وفرّ، حتى حقق المسلمون نصرا حاسما في الحادي عشر أو السابع عشر من نوفمبر. وبحسب المؤرخين المسلمين، قتل ما بين خمسمائة وألف من الفايكنغ ودمرت ثلاثون من سفنهم. عرض الفايكنغ على المسلمين مقايضة الغنائم التي نهبوها والأسرى الذين أخذوهم مقابل اللباس والطعام وتأمين طريق عودتهم في نهر الوادي الكبير. يقول ابن عذاري:

وجه الأمير عبد الرحمن قواده؛ فدافعهم ودافعوه؛ ونصبت المجانيق عليهم، وتوافت الأمداد من قرطبة إليهم. فانهزم المجوس وقتل منهم نحو من خمسمائة علج؛ وأصيبت لهم أربعة مراكب بما فيها؛ فأمر ابن رستم بإحراقها وبيع ما فيها من الفيء. ثم كانت الوقعة عليهم بقربة طلياطة يوم الثلاثاء لخمس بقين من صفر من السنة، قتل فيها منهم خلق كثير، وأحرق من مراكبهم ثلاثون مركبا. وعلق من المجوس بإشبيلية عدد كثير، ورفع منهم في جذوع النخل التي كانت بها. وركب سائرهم مراكبهم، وساروا إلى لبلة؛ ثم توجهوا منها إلى الأشنونة؛ فانقطع خبرهم.
وكانت معركة طلياطة، في 25 صفر 230ه‍، الموافق 11 نوفمبر 844، التي يذكرها ابن عذاري بمثابة المعركة الحاسمة. التقت سفن الفايكنغ مع باقي الأسطول عند الساحل. لاحقت سفن المسلمين الأسطول المثخن حتى غادر شبه الجزيرة الإيبرية بعد غارة قصيرة على منطقة الغرب.

## أثر الغزوة
ترك الفايكنغ مدينة إشبيلية خرابا مما أثار مخاوف أهل الأندلس. فأمر الأمير عبد الرحمن بعدها بتعزيز الدفاعات لمنع تكرر مثل هذه الغزوات. فأمر بإنشاء «دار الصناعة» لتعزيز الترسانة البحرية في اشبيلية، وشيّد جدرانا حول المدينة وحول مدن أخرى. أدى هذا إلى بناء المزيد من السفن والأسلحة، وتعزيز القوات البرية والبحرية، وإنشاء شبكة من المراسلين لإيصال الأخبار في حالة حدوث أية غارات.
نجحت هذه الإجراءات في إحباط محاولات الفايكنغ اللاحقة لغزو البلاد في 859 و 966. كان الفايكنغ بعدها يبحرون مقفلين إلى بلاد الفرنجة (ما يعرف اليوم بفرنسا). أدت هزائم الفايكنغ على يد جيش المسلمين إلى تثبيطهم من مهاجمة شبه الجزيرة الإيبرية مرة أخرى. في السنة اللاحقة، أرسل الفايكنغ سفيرا إلى بلاط الأمير عبد الرحمن والذي أرسل بدوره الشاعر يحيى الغزال سفيرا إلى الفايكنغ. استقر بعض الغزاة في المنطقة واعتنقوا الإسلام وامتهنوا تجارة الأجبان.

## توثيق الغزوة
وردت أنباء الغزوة في كتب عدد من المؤرخين المسلمين كابن القوطية من قرطبة وابن عذاري والنويري. كما وردت أخبار الغزو في سجلات الإسبان حيث أن الفايكنغ غزوا مسيحي مملكة أسترياس قبل غزوهم إشبيلية.